# 代利斯
36°54′48″N 3°54′51″E / 36.913272°N 3.914094°E

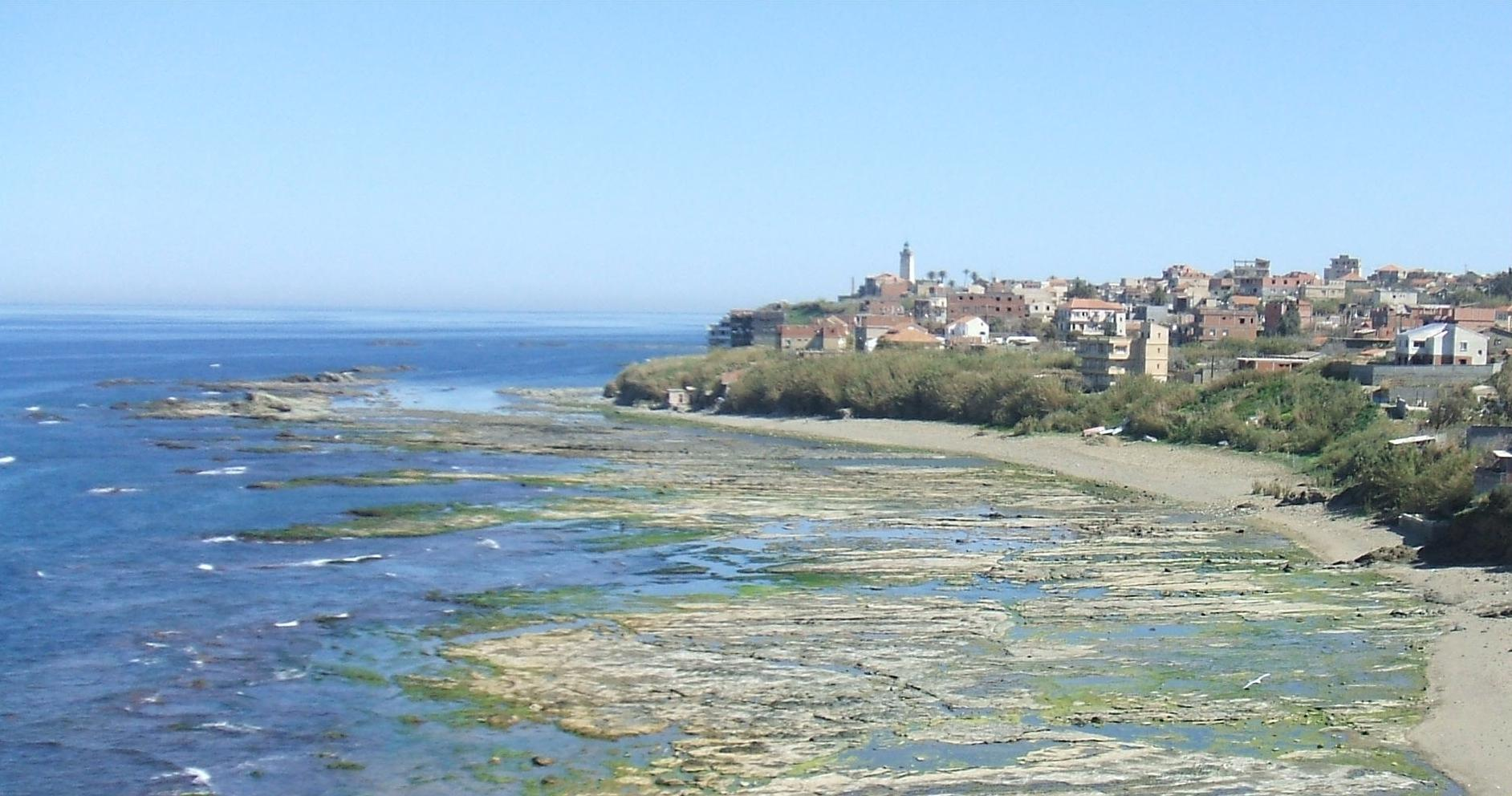

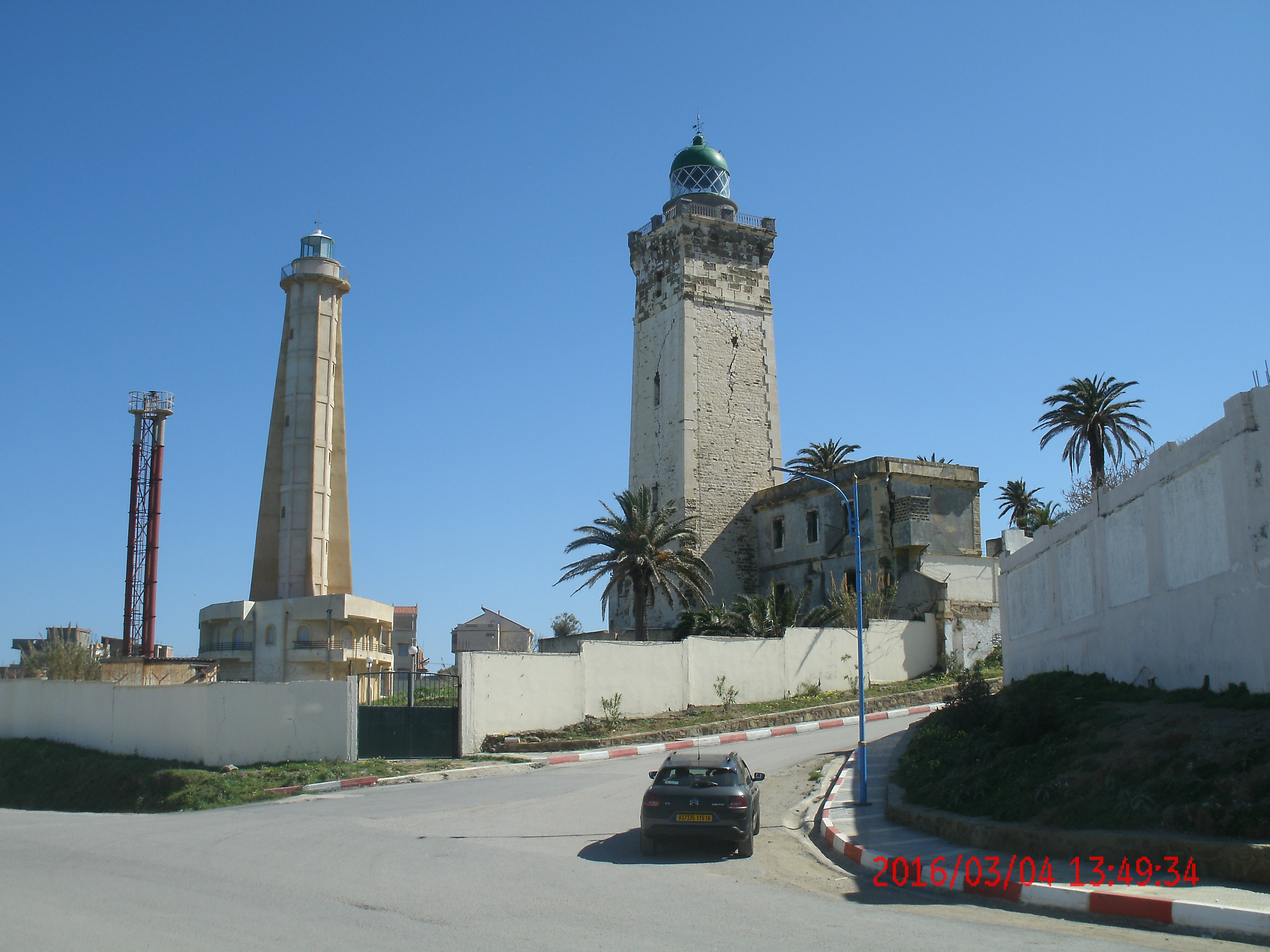

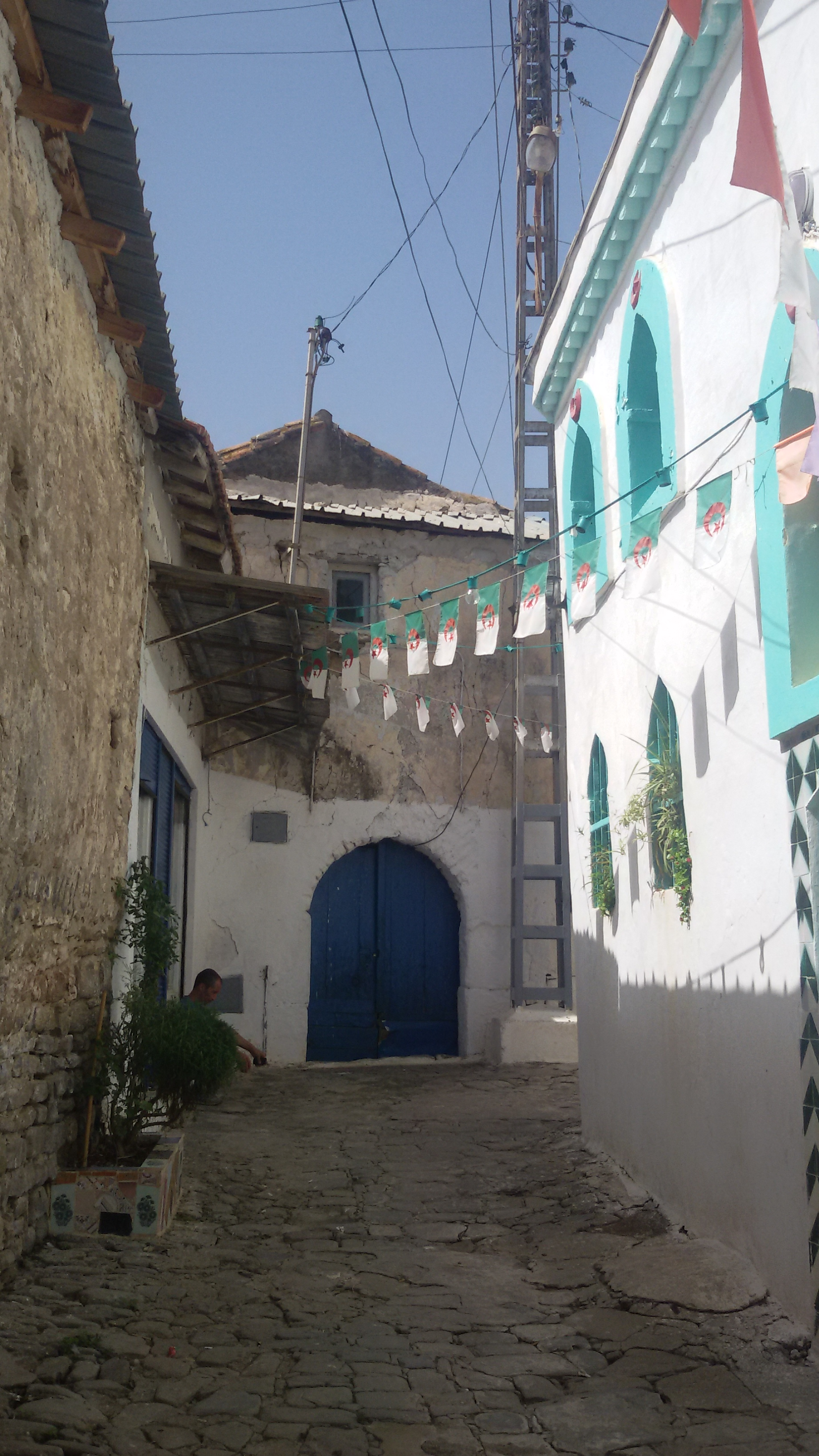
代利斯

代利斯（阿拉伯语：‎），是阿爾及利亞的城鎮，位於該國北部，由布米爾達斯省負責管轄，是代利斯區的首府，面積64.9平方公里，2008年人口32,954，人口密度每平方公里508人。